# Golianovo
Golianovo – wieś i gmina (obec) w powiecie Nitra, w kraju nitrzańskim na Słowacji. Znajduje się na południowy wschód od Nitry, nad brzegami potoku Kadaň na Nizinie Naddunajskiej. 